# Municipio de Ottawa (Minnesota)
El municipio de Ottawa (en inglés: Ottawa Township) es un municipio ubicado en el condado de Le Sueur en el estado estadounidense de Minnesota. En el año 2010 tenía una población de 283 habitantes y una densidad poblacional de 7,31 personas por km².

## Geografía
El municipio de Ottawa se encuentra ubicado en las coordenadas 44°24′24″N 93°55′14″O / 44.40667, -93.92056. Según la Oficina del Censo de los Estados Unidos, el municipio tiene una superficie total de 38.72 km², de la cual 38,11 km² corresponden a tierra firme y (1,58 %) 0,61 km² es agua.

## Demografía
Según el censo de 2010, había 283 personas residiendo en el municipio de Ottawa. La densidad de población era de 7,31 hab./km². De los 283 habitantes, el municipio de Ottawa estaba compuesto por el 99,29 % blancos y el 0,71 % eran de una mezcla de razas. Del total de la población el 0 % eran hispanos o latinos de cualquier raza.